# Manga de coleo Veteranos de Aragua
La manga de coleo Veteranos de Aragua es un escenario destinado a la práctica de toros coleados en Maracay, Venezuela. Ubicado en el parque de Ferias de San Jacinto, e inaugurado en 1980, el espacio ha escenificado diferentes campeonatos nacionales e internacionales.
Dentro del complejo funciona la Escuela de Coleo Don Marcos Alfonso. La manga cuenta con un aforo de 6000 espectadores.